# 2011年新加坡總統選舉
2011年新加坡總統選舉是新加坡第四次民選總統選舉，投票日是8月27日，最终陳慶炎以微弱优势战胜陳清木，成功当选第七任新加坡总统。
這次選舉是新加坡自1993年來第一次舉行總統選舉，亦將會是新加坡訂立民選總統制度後，第一次出現多位候選人的總統選舉。
由於本屆選舉中的候選人全都是華人，而且剛好都姓陳（Tan），這意味著新加坡第七任總統將會是華人且為「陳總統」。新加坡歷史上有兩位總統黃金輝和王鼎昌是華人（不計代任總統和具有華族血統的薛爾思）。

## 新加坡總統
新加坡總統是新國的國家元首。由於新加坡的政治系統跟隨英式西敏斯特政治系統，總統一位其實沒有太多權力。新加坡憲法只給予總統否決財政議案和公務員任命的權力。
歷史上，新加坡總統是由國會委任的。在1993年開始才有民選總統制度。
新加坡憲法立下嚴格的總統候選人資格。一個候選人合資格與否全靠選舉委員會決定。因為候選人資格嚴格的關係，1999年和2005年的選舉都沒有其他候選人合乎資格。
雖然總統不能夠分屬於一個政黨，但歷任總統和總統候選人中有很多與長期執政的人民行動黨有極大的關係。就以本屆選舉為例，四名候選人中有２名曾經是人民行動黨國會議員，另外有一名曾為與人民行動黨關係甚深的職總工會（NTUC）工作。

### 選舉改革
2010年3月11日，新加坡政府向國會提交３份選舉改革議案，分別修訂憲法，總統選舉法和國會選舉法。國會隨後辯論３小時，並以74票對1票通過法案。
根據新法律，選舉前一日是冷靜日，候選人不能拉票。冷靜日當天，電視台將會播出預先製作好的政黨（或候選人）宣傳節目。新法律更把網上拉票合法化。

## 候選人

### 合乎資格
- 前人民行動黨國會議員陳清木在2011年5月27日宣佈參選[6]，並在7月22日向選舉委員會提交合格證書申請表格[7]。

- 前職總英康 (NTUC Income) 行政總裁和前人民行動黨馬林百列分部秘書長陳欽亮在6月3日表示他將會在未來宣佈他的參選意向。[8]他在6月7日宣佈參選[9]，並在7月7日提交合格證書申請表格。[10]

- 前副总理，人民行動黨國會議員和新加坡投資有限公司行政總監陳慶炎在6月23日宣佈參選，並即日宣佈辭去他在新加坡投資有限公司和新加坡報業控股的職位，以便除去任何利益衝突。[11] 他在7月7日提交合格證書申請表格。[10]

- 前公務員和新加坡民主黨黨員陳如斯在7月15日宣佈參選。[12]

### 不合乎資格
- 前裕廊集團首席財務官關玉麟在7月宣佈參選，[13] 並在7月27日提交提交合格證書申請表格。[14] 關玉麟曾於2005年企圖參選總統，但被選舉委員會否決合資格申請。這次否決的原因跟05年的一樣：擔任裕廊集團首席財務官與擔任某公司的行政長官不同。

- 前人民自由民主黨領導人黃文優在6月1日宣佈參選。 [15]他在7月11日提交合格證書申請表格[16]。由於黃文優在申請合格證書時要求選舉委員會為他給予某些資格上的豁免，委員會以「無權為任何人給予在憲法中訂下的資格作豁免」的理由，否決黃文優的申請。

### 拒絕參選

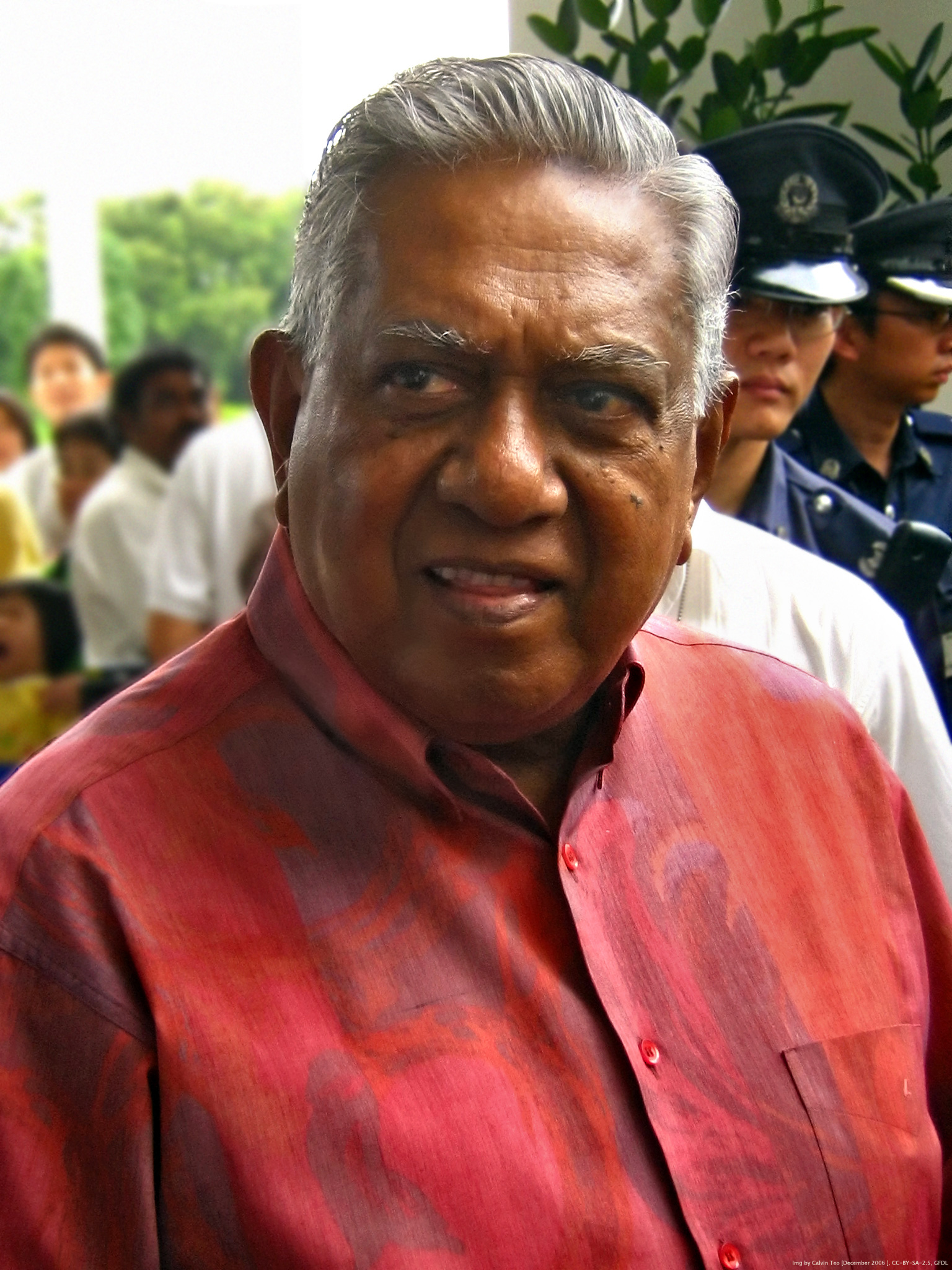
時任總統納丹本可以連任，但其後宣佈在任期完結後退休。

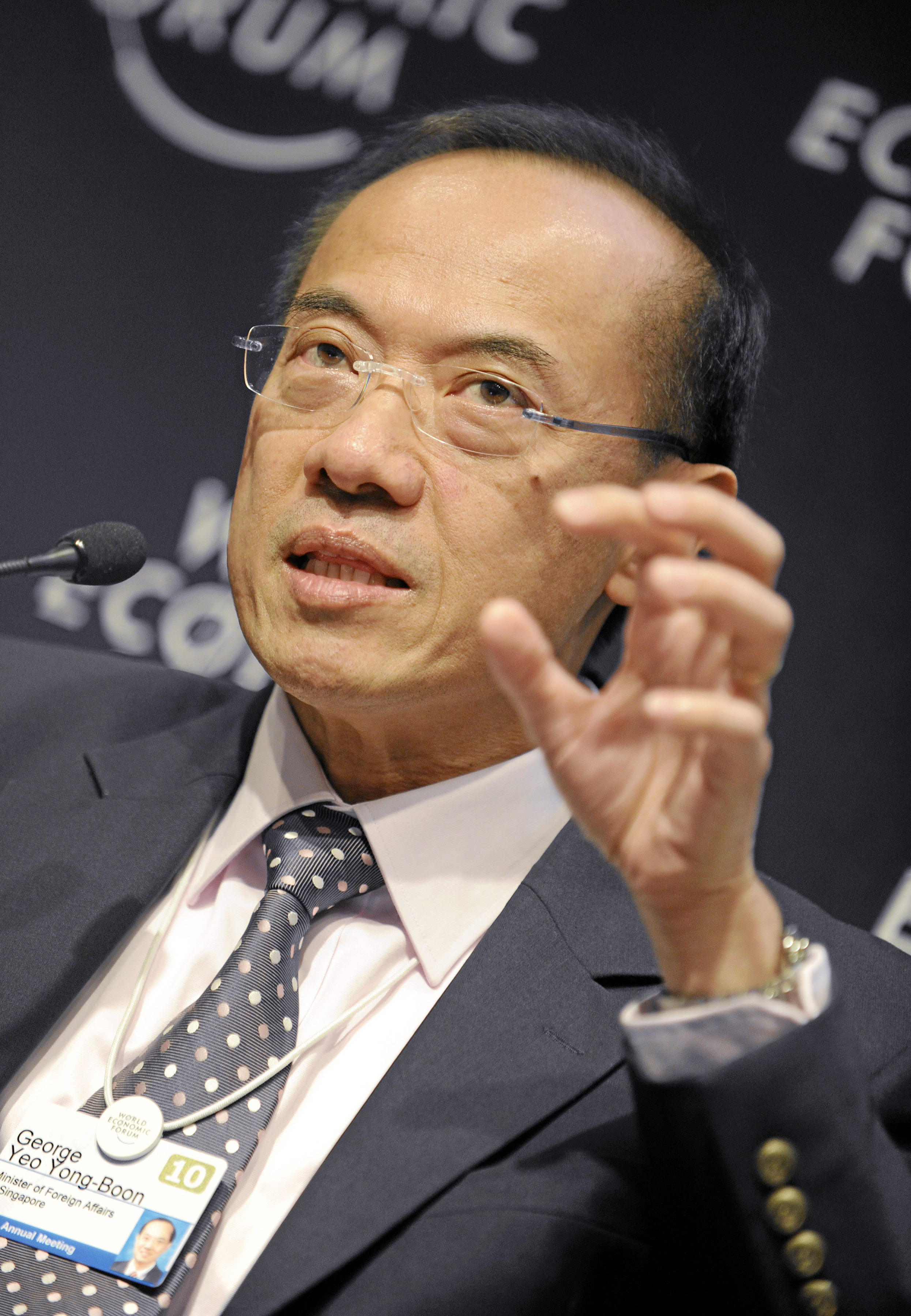
前外交部長楊榮文曾被視為大熱，但其後宣佈不參選總統。

- 由於新加坡總統並沒有任期限制，時任總統納丹本可以競逐連任。6月時，有新加坡報章報導納丹正在考慮連任。[17] 納丹本人其後於6月24日宣佈他將會在任期完滿後退休。[18]

- 曾經有傳前國務資政賈古瑪有意參選，但他與當地傳媒訪問時明確否定那些謠言。[19]、

- 尽管有人推测身为新加坡人民党领袖以及前波东巴西单选区议员的詹时中会角逐总统职位，他本人却在七月十日表示他并不会这么做。[20]

- 最初，前外交部长及阿裕尼集选区议员杨荣文在新加坡2011年大选中败选后，排出了自己参与总统选举或其他任何形式的选举。[21]他后来表示自己是个“自由人”，并说他并不认为自己的性格符合这个职位，[22] 但他后来在Facebook上宣布他正在认真考虑竞选总统。[23][24] 在七月五日，杨荣文宣布他会在两周内决定是否竞选总统，并已让他的朋友帮他领取竞选表格。[25] 最终，他在七月十五日在他的Facebook页面上表示决定放弃竞选。[26] [27]

- 前阿裕尼集选区议员再诺在五月二十九日拒绝发表竞选声明，但并没有明确表示将不会竞选。他表示，他想在决定以前稍事休息。之后，他并没有表示以后可能会举行的竞选活动。 [28]

- 企业家李庆祥于2011年6月1日宣布有意竞选总统，[29]不过并没有呈交竞选表格，因为他发现自己没有符合在私人公司当三年总裁的条件。他于2007年7月辞掉Global Ariel总裁一职，离三年还差五个月。[30]

- 前食品摊摊主穆哈默德·拉斐在七月九日与竞选局总部领取了竞选表格。他当时被相关的执法部门因管理摊位不当而被监控。[31]

## 背书

### 陈清木
陈清木收到新加坡棒球和垒球协会的正式背书。

### 陈如斯
陈如斯收到国民团结党佘雪玲，还有文森博士、Jeanette Chong-Aruldoss、谢镜丰以及有意愿参选的关玉麟（他没有获颁合格证书）的背书。他也收到政治网站TR EMERITUS的背书。

### 陈钦亮
陈钦亮并没有收到任何集体背书。他在走访中巴鲁时说：“今天我在这里遇到很多人。他们告诉我，他们要支持我，他们对我说‘陈先生，请你不要退选，给我们投票的选择吧’。所以我要受人民的背书支持。”

### 陈庆炎
于2011年8月20日，陈庆炎收到的背书有：
- 21个工会，总共有11万2000名工人。[38]
- 新加坡中华总商会[39]
- 新加坡马来总商会[40]
- 新加坡印度总商会[41]
- 拥有一万名会员的陈氏公会[42]
- 新加坡宗乡会馆联合总会[43]
- 九家潮州会馆[44]

## 时间线

### 五月
- 10日-杨荣文在败选后拒绝竞选民选总统，或其他任何形式的选举，并称自己为“自由人”而“在性格上不适合”当上民选总统。[21]
- 27日-陈清木决定参选。[6]
- 29日-再诺拒绝参选，但并未表明将来会不会这么做。他之后仍没有声明要参选。[28]

### 六月
- 1日-竞选民选总统的申请表格开始供人们索取。[45]
- 1日-李庆祥宣布参选。
- 1日-黄文优宣布参选。他也同时要求选举局为他舍去民选总统宪法里的一项规定。[15]
- 2日-杨荣文收回几天前的声明，并在面簿（Facebook）的专页上宣布他正在认真考虑是否参选。[24]
- 3日-陈钦亮表示他会在不久后宣布参选。[8]
- 3日-李庆祥宣布自己不适合参选。[30]
- 5日-杨荣文宣布在两周内做出决定是否参选，并叫亲友为他领取合格证书表格。[25]
- 7日-陈钦亮宣布参选。[9]
- 9日-尚穆根·贾古玛在一个记者采访时拒绝参选。[19]
- 9日-穆哈默德·拉斐领取总统合格证书表格。[31]
- 9日-亚洲新闻台揭露，关玉麟会领取合格证书，参选总统。[31]

- 10日-詹時中拒绝参选总统。[20]
- 15日-杨荣文拒绝参选总统。[26][27]
- 23日-陈庆炎宣布参选。[11]

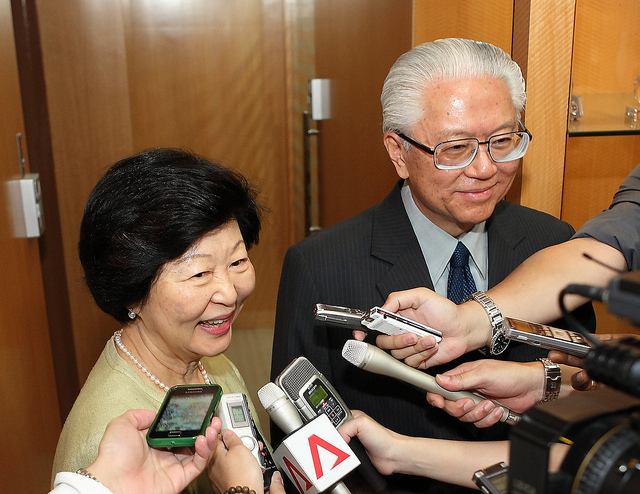
陈庆炎夫妇在记者招待会宣布参选。

- 26日-陈钦亮告诉《新明日报》，他不排除与陈清木协商，其中一人退出选战，避免爆发三角战的可能性。[46]
- 28日-陈清木回复，即使陈钦亮找他谈此事，他也不退出总统选举。[47]

### 七月
- 1日 - 纳丹拒绝再次参选总统。[18]
- 7日 - 陈庆炎和陈钦亮提交合格证书表格。[10]
- 11日 - 黄文优提交合格证书表格。[16]
- 15日 - 陈如斯宣布参选。[12]
- 22日 - 陈清木提交合格证书表格。[7]
- 27日 - 关玉麟领取了表格。[14]

### 八月
- 3日 - 总统选举令状发布。[48]
- 3日 - 陈如斯提交总统候选人合格证书申请表格。[49]
- 5日 - 关玉麟提交总统候选人合格证书申请表格。[50]
- 6日 - 总统候选人合格证书申请结束。[51]
- 11日 - 四陈获颁合格证书。陈清木和陈庆炎根据宪法第19(2)(e)章获颁，陈钦亮和陈如斯符合宪法第19(2)(e)章和第19(2)(g)(iv)章的条件。
- 17日 - 提名日。[52]四名候选人获提名。[53] 各候选人的竞选标志已揭露。[54]
- 23日 - 陈如斯在大巴窑体育场举行晚上的群众大会。[55]
- 24日 - 陈庆炎在驳船码头，靠近大华银行大厦举行午饭时间的群众大会。[56] 陈钦亮在杨厝港体育场举行晚上的群众大会。[57]
- 25日 - 陈清木在新加坡博览中心举行晚上的室内群众大会。[58]

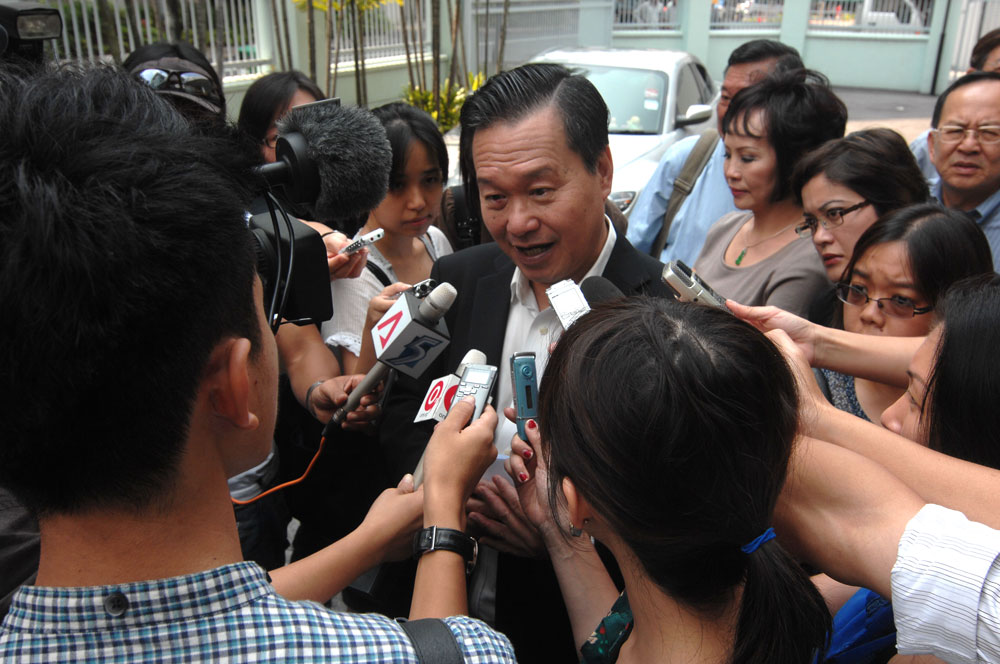
陳欽亮遞交參選表格後接受傳媒訪問

- 26日 - 冷静日
- 27日 - 投票日 [52]

## 分析
許多分析師說，杨荣文仍是行動黨黨員的當兒（憲法禁止總統持有任何黨籍），他的聲望似乎勝於他在阿裕尼集選區的敗選。一些分析師稱，若楊決定參選，基於他擔任了數個內閣職務，應該非常適合參選總統。其他分析師批評楊宣佈日後不再競選失去的國會議席的速度，他聲稱性格不適合擔任總統，以及在競逐的選舉中和行動黨劃清界限的難度的可能性。
楊拒絕參選總統之後，政治分析師稱陳慶炎是比較適合的人選之一，即使陳慶炎當時還未宣佈競選。

## 政經界反應
自從六月底，律政部長尚穆根表示關切選民及准候選人混淆或錯誤解讀總統的權利，澄清總統的能與不能。八月份，他在一個論壇說：“總統只能對內閣授權的議題發言”，而且“履行職責必須按照內閣建議。”他也說：“如果（總統）是一個給予總理少許或者不給予尊重的人，那麼勢力當然會有限。” 當時的六位有意願參選的總統候選人對於他對總統職責的說明。
七月初，在一封寫給華文報《聯合早報》的電郵中，李顯龍總理表揚陳慶炎在內閣時的表現，給予陳慶炎絕對支持，說陳慶炎若當選總統，必能團結全民並為國增光。
八月初，國家發展部長许文远呼應了李顯龍在三巴旺的國慶宴會上對於陳慶炎的意見，聲稱他會是一位很優秀的總統，為國爭光。許盡所有的力量支持陳慶炎，公開希望陳慶炎能勝選。
在告別過去的當兒，全國職工總會（職總）會長和國會議員林瑞生說，职总不会强迫職總各工會支持一位候选人，他们想支持誰就支持誰。

## 竞选
大规模的竞选活动，直至七月末才出现。6月17日报道了第一例的竞选。《新明日报》报道，陈清木已开始访全国各巴刹见选民。
8月1日，《新明日报》报道，四位准总统候选人于周末见选民。陈钦亮到印度尼西亚巴淡岛见区内的新加坡选民，陈清木则在本地的青年公园会见年轻选民。
8月7日，《联合早报》报道，陈清木已走访全岛十个邻里，也打算走访更多的邻里。
新加坡所有选举都有开支限制。一名总统候选人不可花超过新币60万元，或是每名选民3角钱，两者数额都不可超过。超过开支限制，将罚款2000元，外加三年内取消在任何选举参选或投票的资格。
7月8日，李显龙总理發佈总统竞选的声明。总理说，由于电视覆盖范围极大，总统选举的竞选活动大多是在电视上。每名候选人将以总统候选人广播的方式获得10分钟的免费广播时间，而这些广播将被翻译。第一次将在17日提名日播出，第二次将在投票日前夕播出。此外，新传媒会制作一系列候选人的节目。

## 投票
新加坡政府在8月3日宣佈，把投票日定於8月27日。
預計有227萬選民在選舉中投票，但是實際投票數是215萬。當局宣佈，選民將在“印有總統候選人照片以及候選人選擇的图形標誌的選票”上投下神聖的一票。這是讓新加坡選民在選票上能更輕易辨認總統候選人。
有史以來第一次，選民如果沒有收到郵寄來的投票卡，即可到選舉局網站打印投票卡。
有14萬國人由於2011年大選中沒有投票而從選民名單上去除，而有7萬1000人已恢復選民資格。
在新加坡，投票是強制性的。凡是從名字選民名單去除的選民，在將來的總統選舉或大選沒有投票資格，也無法在選舉中參選。選民可到選民註冊局恢復選民資格，若沒有合理的理由，將罰款50元。

## 选举结果
晚上8时，投票站关闭，接着投票箱被密封，送到计票中心。本地时间晚上10时30分，投票结束的两小时半后，陈钦亮是第一个承认败选的候选人。他补充说，他可能拿不回4万8000元选举按金，不过竞选经验很有用。陈钦亮说，他有几分失望，但是他深信他打了个很好的仗，预料可以做得更好。他暗示选举结果，说“前两名候选人之间将是一场艰苦的战斗”。被问及是哪前两名候选人，陈拒绝置评。
8月28日凌晨1时19分，选举局宣布，由于领先的两名候选人，陈庆炎和陈清木的选票有少于2%之差，将会重新计算选票。声明说，第一次总计有少于百分之二之差后，选举官“允许重新计算所有选票”。
新加坡时间凌晨4时23分，位于布连拾街的选举局，选举官杨雅镁公布选举结果。
Result for the presidential election 2011. Tan Cheng Bock, 737,128 votes. Tan Jee Say, 529,732 votes. Tony Tan Keng Yam, 744,397 votes. Tan Kin Lian, 103,931 votes. Rejected votes, 37,826. Total votes cast, 2,153,014. The local votes counted are conclusive of the results. Pursuant to Section 32, Subsection 8D, Paragraph A of the Presidential Elections Act, I declare Tony Tan Keng Yam as the candidate elected as the President of Singapore.

2011年总统选举结果。陈清木——73万7128票。陈如斯——52万9732票。陈庆炎——74万4397票。陈钦亮——10万3931票。废票，3万7826张。总票数，215万3014。根据总统选举法第32条第8D节A段，我宣布候选人陈庆炎当选新加坡总统。

陈庆炎赢得35.2%的票数，以0.34%的微差领先陈清木。
| 候選人              | 標誌/政黨       | 標誌/政黨       | 結果        | 結果        | 結果        |
| 候選人              | 標誌/政黨       | 標誌/政黨       | 票數        | 百分比（%） | 百分比（%） |
| ------------------- | --------------- | --------------- | ----------- | ----------- | ----------- |
| 陳慶炎博士          |                 | 無黨籍          | 74萬5693票  | 35.20       |             |
| 陳清木醫生          |                 | 無黨籍          | 73萬8311票  | 34.85       |             |
| 陳如斯              |                 | 無黨籍          | 53萬441票   | 25.04       |             |
| (按納金沒收) 陳欽亮 |                 | 無黨籍          | 10萬4095票  | 4.91        |             |
| 有效票              | 有效票          | 有效票          | 211萬8540票 | 98.24       |             |
| 廢票                | 廢票            | 廢票            | 3萬7849票   | 1.76        |             |
| 總票數              | 總票數          | 總票數          | 215萬6389票 | 100.00      |             |
| 選民人數/投票率     | 選民人數/投票率 | 選民人數/投票率 | 227萬4773   | 94.80       |             |

## 选举后续

### 候选人反应
随后，陈庆炎在大巴窑体育场发表感言，发誓为全新加坡人工作。他也感谢其他三位候选人的“积极竞选，给予国人一个选择”。后来在那天下午的记者招待会上，陈强调，总统为全新加坡人工作，而陈不会是“高高在上的总统”，正如纳丹总统不是。当被问及他对于紧张的选情以及仅以0.34个百分点胜出最接近的对手陈清木的感想，陈庆炎说选举结果的“决定性”在于新加坡的多数制投票。
其后，陈庆炎也在下午召开记者会。陈在总统选举结果后的第一次记者会上对媒体说，他想继续团结新加坡人。他计划通过社交媒体，例如他的面簿（Facebook）专页和博客，让国人发表言论与建议。他说这是多数青年的所在地，他深信他们需要有更好地了解。陈宣布他有意愿回返行医，也不排除在2017年下一届总统选举再次参选的可能性。
至于排行第三的候选人陈如斯，他与8月28日发表声明，说他期待陈庆炎以公正、光荣的方式履行总统的职责与责任。他也恭贺陈清木和陈钦亮“恳切的竞选”。结果公布后在上午早些时候，陈在记者会说虽然他败选，他仍有“胜利之心”，因为能够站起来，国人也能继续听到代表自己的声音。当问及会否重新加入新加坡民主党时，他说还没打定主意。

### 總理反應
選舉結果公佈之後，李顯龍總理在公署發佈的聲明說，這次選舉是個激烈的選戰，結果都很接近。李說陳慶炎和陳清木（得到第二多的選票）二人傳達了強烈的團結消息，宣佈要與政府密切合作的意願。兩人有長期為公共服務的紀錄，“保證新加坡選民認可與重視自己的實力，以及包容性的方法”。他致電陳慶炎，恭喜他勝選，擔保“政府的全力合作”。總理也致電陳清木，感謝他與支持者“打了個有效、有尊嚴的仗”。

### 呼籲選舉改革
反對黨革新黨於8月28日在網站發佈聲明。在恭喜陳慶炎勝選的同時，它表示新加坡應該實施兩輪選舉制而不是多數制。它提議今後的選舉的第一輪投票後，一週後應舉行第二次投票。此外，聲明說：“總統應該團結持有各政見以及政治觀點的國人。要做到這一點，他應該由明確的過半選票投選勝出，而不是以微分之差險勝排名第二的對手。”

### 計算海外選票
海外選票於8月31日計算。一共有3375個海外選民。陳慶炎得到最多的選票——1296票，陳清木得到1183票，陳如斯709票，陳欽亮164票。海外選票的投票模式與本地選票大致相同，陳慶炎占38.66%，陳清木占35.29%，陳如斯占21.25%，陳欽亮占4.89%。有23張廢票，還有一張選票作廢。
選舉官楊雅鎂感謝兩萬多選舉官員從提名日至投票日至計算過程參加此選舉；另外也感謝官員的效率，使得213萬本地選票能被計算。陳慶炎與陳清木兩人，還有陳如斯的代表Jeanette Chong-Aruldoss，下午出現在人民協會總部見證計票過程。
陳慶炎感謝所有投票的海外選民，陳清木則說他對結果意外驚喜，因為他預料到陳慶炎會得到相對更高百分比的海外選票。

### 總統就職儀式
9月1日，新加坡時間晚上7時30分，即將卸任總統塞拉潘·纳丹在總統府接收到新加坡共和國武裝部隊人員最後的總統敬禮，之後卸下職務，與夫人在東海岸的住家告老。後來，在新加坡時間晚上8時，陳慶炎與夫人徐美娟抵達總統府。在外交使團、內閣、指定賓客及國會議員的見證下，與總統府宣誓就職總統一位。
陳在獻詞中說道：“我會將這‘第二把鑰匙’保管好。我國的國家儲備金歷經數十年辛辛苦苦累積下來，不應該不當運用。政府要繼續量入為出，只在例外的危機才取出儲備金——正如2008年一樣。我因此認同總理保證政府會持續對財政負責。我將扮演自己的角色，保管國家儲備金，以在艱難的時刻給予我們自信。”
這是參照新加坡總統的監護權，總統擔任國家儲備金的監護人。陳補充，他即可以是一種資源，也可以是國家的象徵。他將提供總理他對於政府政策的保密建議，並瞭解國人的利益與顧慮。

## 分析

### 边际的胜利
根据一个新加坡选举结果的存档“新加坡选举”（Singapore Elections），其Facebook专页上的一个贴文称，2011年的总统选举“创造了（新加坡的）选举历史上第二窄百分比幅度的新纪录，于（1959年大选）里峇峇利（约0.1%之差）之后，胜于1957年市议会选举Sepoy Lines（约0.4%之差）”。相比之下，陈庆炎只以0.35个百分点险胜最接近的对手陈清木。